# Romankî, Kozeleț
Romankî (în ucraineană Романьки) este un sat în comuna Birkî din raionul Kozeleț, regiunea Cernihiv, Ucraina.

## Demografie
Componența lingvistică a localității Romankî
     Ucraineană (99,2%)
     Alte limbi (0,8%)
Conform recensământului din 2001, majoritatea populației localității Romankî era vorbitoare de ucraineană (99,2%), existând în minoritate și vorbitori de alte limbi.